# Aberdeen Football Club 2015-2016
Questa voce raccoglie le informazioni riguardanti l'Aberdeen Football Club nelle competizioni ufficiali della stagione 2015-2016.

## Stagione
- In Scottish Premiership l'Aberdeen si classifica al 2º posto (71 punti), dietro al Celtic e davanti agli Hearts.
- In Scottish Cup viene eliminato al quarto turno dagli Hearts (1-0).
- In Scottish League Cup viene eliminato al terzo turno dall'Hibernian (2-0).
- In Europa League supera il primo turno preliminare battendo i macedoni dello Škendija (1-1 con gol in trasferta) e il secondo turno preliminare battendo i croati del Rijeka (2-5), poi viene eliminato al terzo turno preliminare dai kazaki del Qairat (3-2).

## Maglie e sponsor
| Casa | Trasferta | Terza divisa |

## Rosa
| N. |                             | Ruolo | Calciatore       |
| -- | --------------------------- | ----- | ---------------- |
| 2  | Inghilterra (bandiera)      | D     | Shay Logan       |
| 3  | Scozia (bandiera)           | D     | Graeme Shinnie   |
| 4  | Scozia (bandiera)           | D     | Andrew Considine |
| 5  | Galles (bandiera)           | D     | Ash Taylor       |
| 6  | Scozia (bandiera)           | D     | Mark Reynolds    |
| 7  | Scozia (bandiera)           | C     | Kenny McLean     |
| 8  | Irlanda (bandiera)          | C     | Willo Flood      |
| 9  | Irlanda (bandiera)          | A     | Adam Rooney      |
| 10 | Irlanda del Nord (bandiera) | A     | Niall McGinn     |
| 11 | Irlanda (bandiera)          | C     | Jonny Hayes      |
| 14 | Scozia (bandiera)           | A     | Cameron Smith    |

| N. |                        | Ruolo | Calciatore           |
| -- | ---------------------- | ----- | -------------------- |
| 15 | Scozia (bandiera)      | C     | Barry Robson         |
| 16 | Scozia (bandiera)      | C     | Peter Pawlett        |
| 18 | Scozia (bandiera)      | D     | Paul Quinn           |
| 19 | Galles (bandiera)      | P     | Danny Ward           |
| 20 | Inghilterra (bandiera) | P     | Scott Brown          |
| 22 | Scozia (bandiera)      | C     | Ryan Jack (capitano) |
| 23 | Scozia (bandiera)      | C     | Craig Storie         |
| 24 | Scozia (bandiera)      | D     | Michael Rose         |
| 26 | Scozia (bandiera)      | A     | Scott McKenna        |
| 27 | Scozia (bandiera)      | A     | Scott Wright         |
| 30 | Australia (bandiera)   | P     | Aaron Lennox         |

## Risultati

### Scottish Premiership
| Arbitro: | Kevin Clancy |

|  |           |                  |
|  | Marcatori | 82’ Kenny McLean |

| Arbitro: | Steven McLean |

|                                           |           |  |
| Graeme Shinnie 37’ Adam Rooney 56’ (rig.) | Marcatori |  |

| Arbitro: | Crawford Allan |

|                        |           |  |
| Adam Rooney 23’ (rig.) | Marcatori |  |

| Arbitro: | Willie Collum |

|                   |           |                                 |
| Marvin Johnson 5’ | Marcatori | 25’ Niall McGinn 62’ Ash Taylor |

| Arbitro: | Bobby Madden |

|                                          |           |  |
| Adam Rooney 66’ Adam Rooney 90+4’ (rig.) | Marcatori |  |

| Arbitro: | Stephen Finnie |

|  |           |                                  |
|  | Marcatori | 49’ Adam Rooney 58’ Kenny McLean |

| Arbitro: | Craig Thomson |

|                                       |           |                            |
| Adam Rooney 56’ (rig.) Paul Quinn 86’ | Marcatori | 35’ (rig.) Leigh Griffiths |

| Arbitro: | Bobby Madden |

|                |           |                                                             |
| Igor Rossi 52’ | Marcatori | 9’ David Goodwillie 23’ Niall McGinn 45+1’ David Goodwillie |

| Arbitro: | John Beaton |

|                                   |           |                |
| Miles Storey 8’ Ryan Christie 29’ | Marcatori | 35’ Ash Taylor |

| Arbitro: | Alan Muir |

|                |           |                                                                                          |
| Ash Taylor 12’ | Marcatori | 5’ Brian Easton 10’ Joe Shaughnessy 30’ Liam Craig 47’ Steven MacLean 51’ Steven MacLean |

| Arbitro: | Craig Thomson |

|                                   |           |  |
| Brian Graham 36’ Brian Graham 49’ | Marcatori |  |

| Arbitro: | Crawford Allan |

|                 |           |                    |
| Adam Rooney 43’ | Marcatori | 73’ Scott McDonald |

| Arbitro: | Willie Collum |

|                                                   |           |                 |
| Leigh Griffiths 44’, 53’ (rig.) James Forrest 60’ | Marcatori | 89’ Adam Rooney |

| Arbitro: | Steven McLean |

|                                 |           |  |
| Adam Rooney 52’ Jonny Hayes 73’ | Marcatori |  |

| Arbitro: | Willie Collum |

|                  |           |                 |
| Dougie Imrie 70’ | Marcatori | 4’ Kenny McLean |

| Arbitro: | John Beaton |

|                                                  |           |                  |
| Adam Rooney 51’ Jonny Hayes 53’ Niall McGinn 80’ | Marcatori | 14’ Craig Curran |

| Arbitro: | Bobby Madden |

|  |           |                                 |
|  | Marcatori | 9’ Niall McGinn 25’ Adam Rooney |

| Arbitro: | Craig Thomson |

|                        |           |  |
| Adam Rooney 87’ (rig.) | Marcatori |  |

| Arbitro: | Steven McLean |

|  |           |                                                                |
|  | Marcatori | 9’ Niall McGinn 35’ Adam Rooney 46’ Jonny Hayes 80’ Shay Logan |

| Arbitro: | Willie Collum |

|                                           |           |                                          |
| Niall McGinn 73’ Adam Rooney 90+1’ (rig.) | Marcatori | 41’ Liam Polworth 47’ (rig.) Greg Tansey |

| Aberdeen 30 dicembre 2015, ore 20:45 21ª giornata | Aberdeen     | 0 – 0 referto | Partick Thistle | Pittodrie Stadium (12.583 spett.)\| Arbitro: \| Kevin Clancy \| |
| Arbitro:                                          | Kevin Clancy |               |                 |                                                                 |

| Arbitro: | Don Robertson |

|                                                           |           |                                                                   |
| David Wotherspoon 52’ Steven Anderson 79’ Tam Scobbie 89’ | Marcatori | 5’ Adam Rooney 20’ Peter Pawlett 71’ Niall McGinn 77’ Adam Rooney |

| Arbitro: | Crawford Allan |

|                                 |           |                                                      |
| Ian McShane 27’ Ian McShane 82’ | Marcatori | 33’ (rig.) Adam Rooney 36’ Shay Logan 60’ Shay Logan |

| Arbitro: | Alan Muir |

|                 |           |  |
| Adam Rooney 14’ | Marcatori |  |

| Arbitro: | Steven McLean |

|                                  |           |                       |
| Jonny Hayes 31’ Simon Church 37’ | Marcatori | 90+3’ Leigh Griffiths |

| Arbitro: | Willie Collum |

|                                                          |           |                |
| Iain Vigurs 18’ Greg Tansey 51’ (rig.) Carl Tremarco 65’ | Marcatori | 7’ Adam Rooney |

| Arbitro: | Alan Muir |

|                    |           |                                     |
| Steven Lawless 60’ | Marcatori | 74’ Andy Considine 76’ Simon Church |

| Arbitro: | Steven McLean |

|                  |           |                       |
| Simon Church 35’ | Marcatori | 88’ (rig.) Liam Craig |

| Arbitro: | Bobby Madden |

|  |           |                  |
|  | Marcatori | 29’ Simon Church |

| Arbitro: | Euan Anderson |

|                               |           |                   |
| Ash Taylor 37’ Shay Logan 71’ | Marcatori | 47’ Josh Magennis |

| Arbitro: | Don Robertson |

|                                    |           |                         |
| Scott McDonald 73’ Louis Moult 75’ | Marcatori | 44’ (rig.) Kenny McLean |

| Arbitro: | Kevin Clancy |

|                                                   |           |  |
| Simon Church 5’ Niall McGinn 15’ Kenny McLean 33’ | Marcatori |  |

| Arbitro: | Steven McLean |

|                                       |           |                 |
| Juanma Delgado 33’ Juanma Delgado 61’ | Marcatori | 4’ Simon Church |

| Arbitro: | Craig Thomson |

|                                                         |           |  |
| David Wotherspoon 14’ Steven MacLean 38’ Liam Craig 55’ | Marcatori |  |

| Arbitro: | Bobby Madden |

|                                                                         |           |                  |
| Kenny McLean 6’ (rig.) Niall McGinn 26’ Adam Rooney 53’ Jonny Hayes 78’ | Marcatori | 64’ Chris Cadden |

| Arbitro: | Bobby Madden |

|                                                          |           |                                     |
| Patrick Roberts 7’ Patrick Roberts 20’ Mikael Lustig 49’ | Marcatori | 58’ Niall McGinn 64’ Andy Considine |

| Arbitro: | Andrew Dallas |

|  |           |                  |
|  | Marcatori | 64’ Abiola Dauda |

| Arbitro: | Willie Collum |

|  |           |                                                                         |
|  | Marcatori | 23’ (rig.) Brian Graham 45’ Alex Schalk 68’ Liam Boyce 78’ Martin Woods |

### Scottish Cup
| Arbitro: | John Beaton |

|                    |           |  |
| Callum Paterson 3’ | Marcatori |  |

### Scottish League Cup
| Arbitro: | Steven McLean |

|                                          |           |  |
| Jason Cummings 82’ Dominique Malonga 88’ | Marcatori |  |

### UEFA Europa League
| Arbitro: | Tolga Özkalfa |

|                        |           |                  |
| Hristijan Kirovski 84’ | Marcatori | 79’ Niall McGinn |

| Aberdeen 9 luglio 2015, ore 20:45 1º Turno - Ritorno | Aberdeen      | 0 – 0 referto | Škendija | Pittodrie Stadium (14.112 spett.)\| Arbitro: \| Nikolaj Hänni \| |
| Arbitro:                                             | Nikolaj Hänni |               |          |                                                                  |

| Arbitro: | Amaury Delerue |

|  |           |                                                       |
|  | Marcatori | 38’ Andy Considine 52’ Peter Pawlett 75’ Kenny McLean |

| Arbitro: | Marco Guida |

|                                  |           |                                    |
| Niall McGinn 64’ Jonny Hayes 72’ | Marcatori | 58’ Marin Tomasov 63’ Zoran Kvrzic |

| Arbitro: | Tamás Bognár |

|                                            |           |                  |
| Mikhail Bakaev 13’ Bauyrzhan Islamkhan 22’ | Marcatori | 69’ Kenny McLean |

| Arbitro: | Miroslav Zelinka |

|                  |           |                  |
| Kenny McLean 84’ | Marcatori | 59’ Gerard Gohou |